# Вапоретто

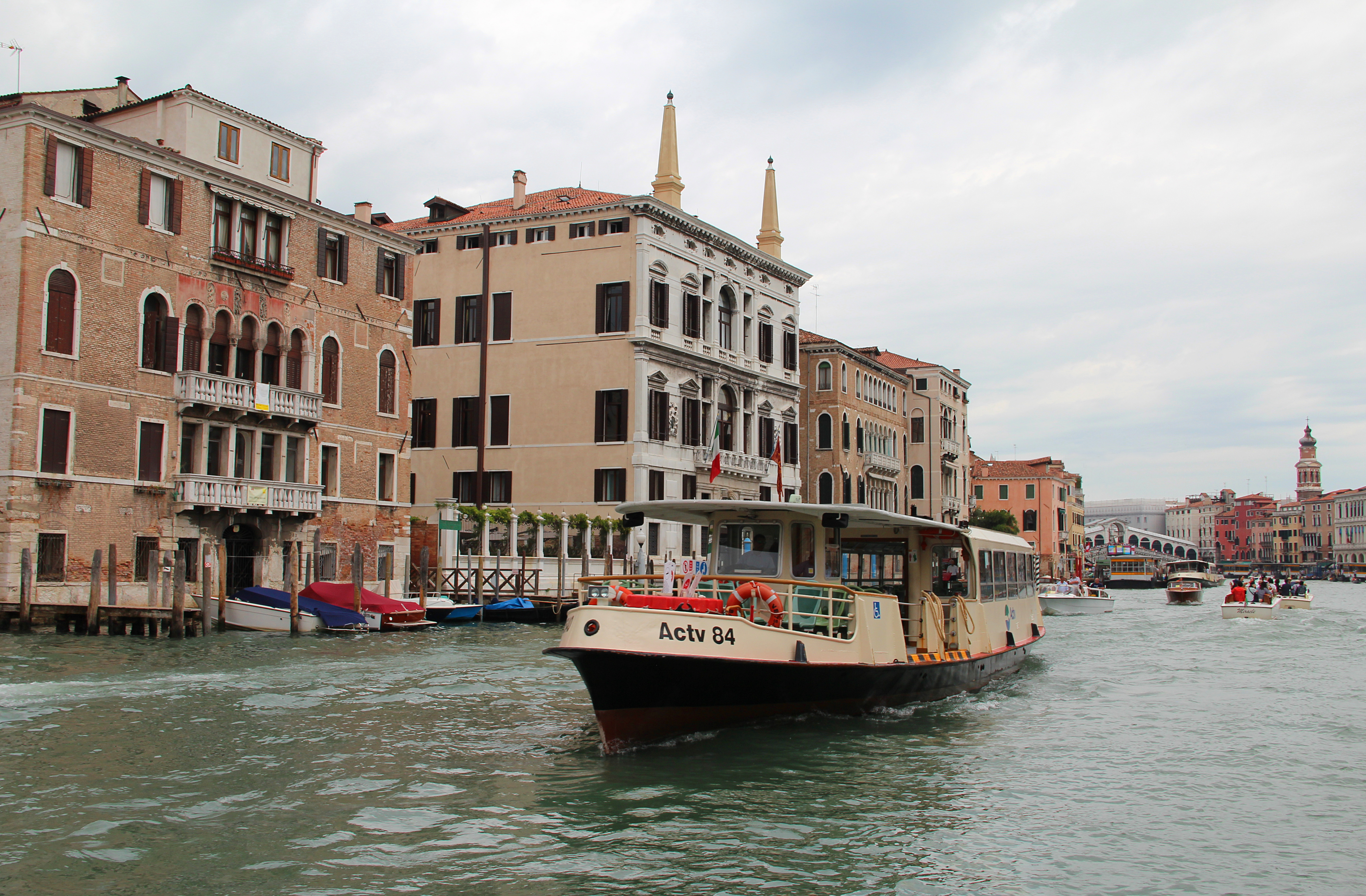
Вапоретто на Гранд-канале в Венеции.

Вапоре́тто (итал. Vaporetto, вен. Vaporeto) — речной трамвай, маршрутный теплоход, главный вид общественного транспорта в островной части Венеции. Оператором вапоретто является компания ACTV (итал. Azienda Consorzio Trasporti Venezia).
Расположенная на островах, Венеция соединяется железнодорожно-автомобильным мостом со своей материковой частью — Местре. Связь между Венецией и Местре осуществляется с помощью автобусов и пригородных электропоездов, однако далее Римской площади (Пьяццале Рома) на окраине Венеции ни автобусы, ни частный автотранспорт проехать не могут. Вся островная зона является пешеходной. Сообщение осуществляется только по воде, и единственным видом общественного транспорта являются теплоходы-вапоретто.
В качестве вапоретто используются теплоходы нескольких типов, курсирующие по нескольким маршрутам по Гранд-каналу, вокруг острова Риальто, к островам Мурано, Бурано, Лидо, кладбищу на острове Сан-Микеле и другим объектам.

## Маршруты
Имеется несколько категорий маршрутов в зависимости от направления. В каждой категории есть как экспресс, так и обычные маршруты. Бо́льшая часть маршрутов — кольцевые.
- Маршруты: 2 (экспресс), 1, N (ночной) следуют по Гранд-каналу.
- Маршруты: 41/42, 51/52, 61/62 (экспресс) следуют вокруг всей островной Венеции и по каналу Каннареджио.
- Маршруты: 13, 20, LN (Laguna Nord), DM (Diretto Murano, экспресс) соединяют главные пересадочные узлы с островами Лагуны и с Лидо.
- Маршруты: 3, 4, 5 (все — экспресс) связывают центр и остров Мурано между собой, с железнодорожным вокзалом и автостанцией.

Схема маршрутов, наличие или отсутствие остановок у тех или иных маршрутов и расписание сложны для запоминания, однако на каждом причале есть подробные указатели по каждому маршруту.

## Галерея

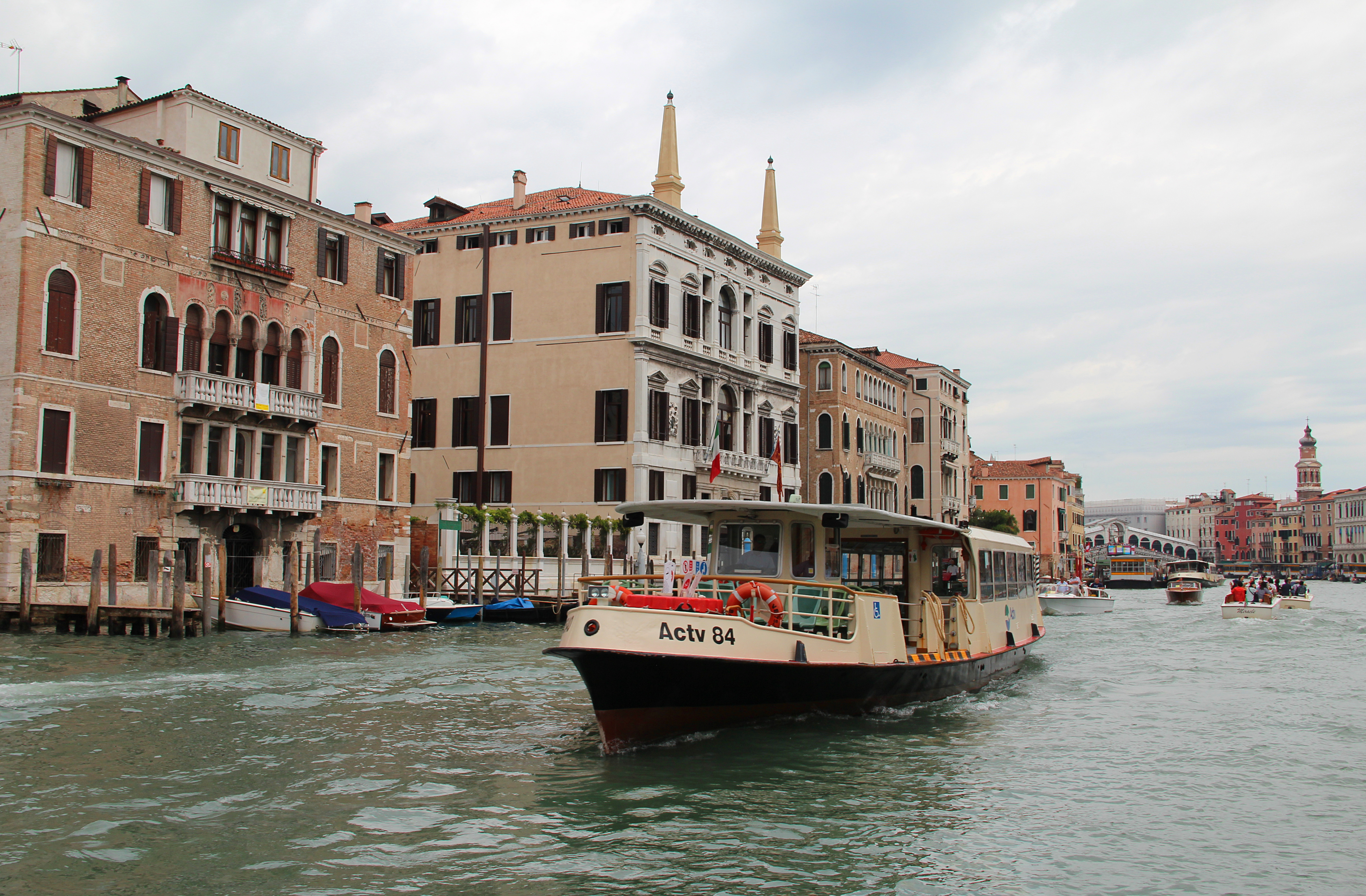
Вапоретто разных поколений на Гранд-канале
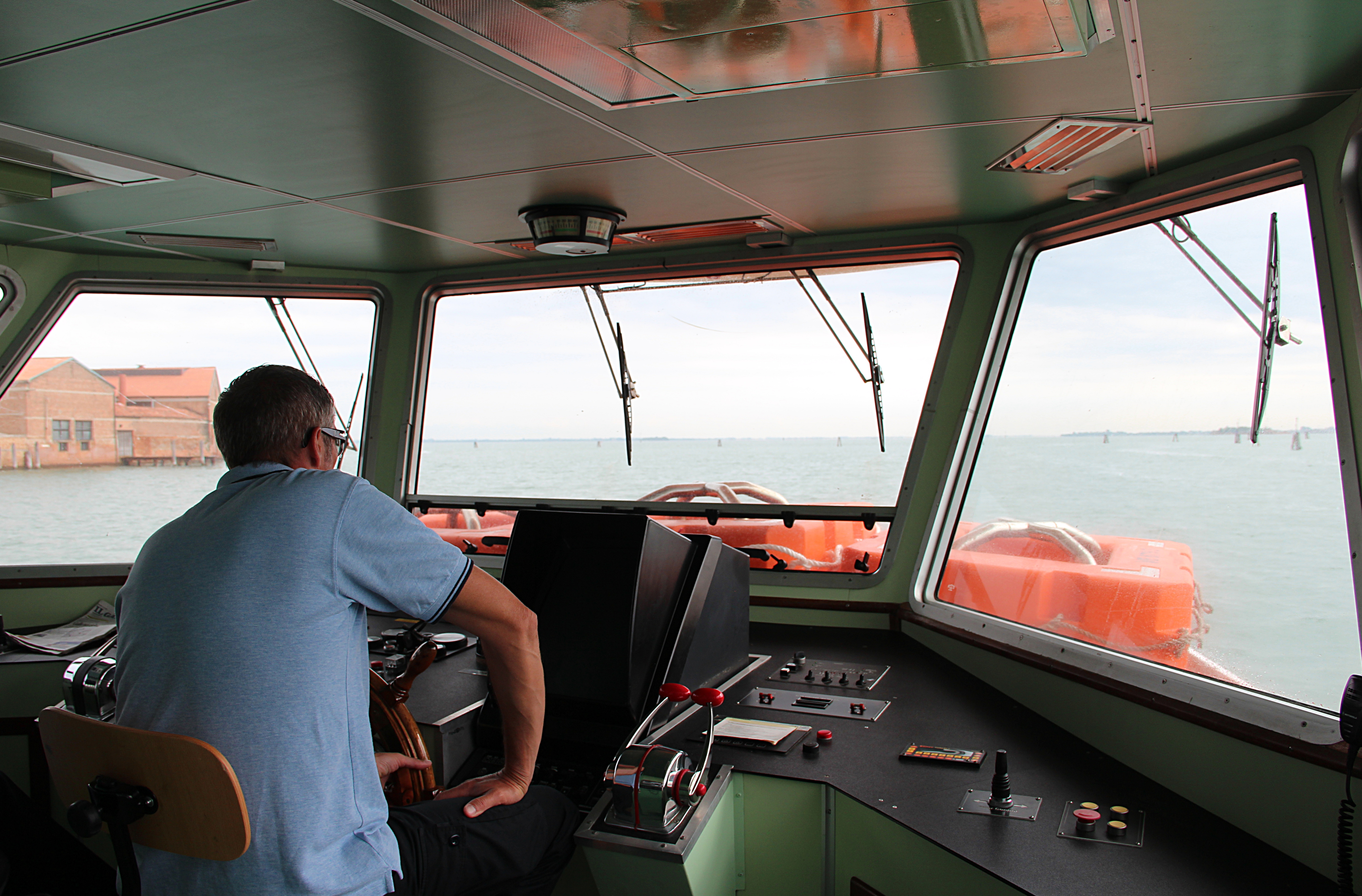
Капитан вапоретто линии 4.1, соединяющего Венецию и Мурано
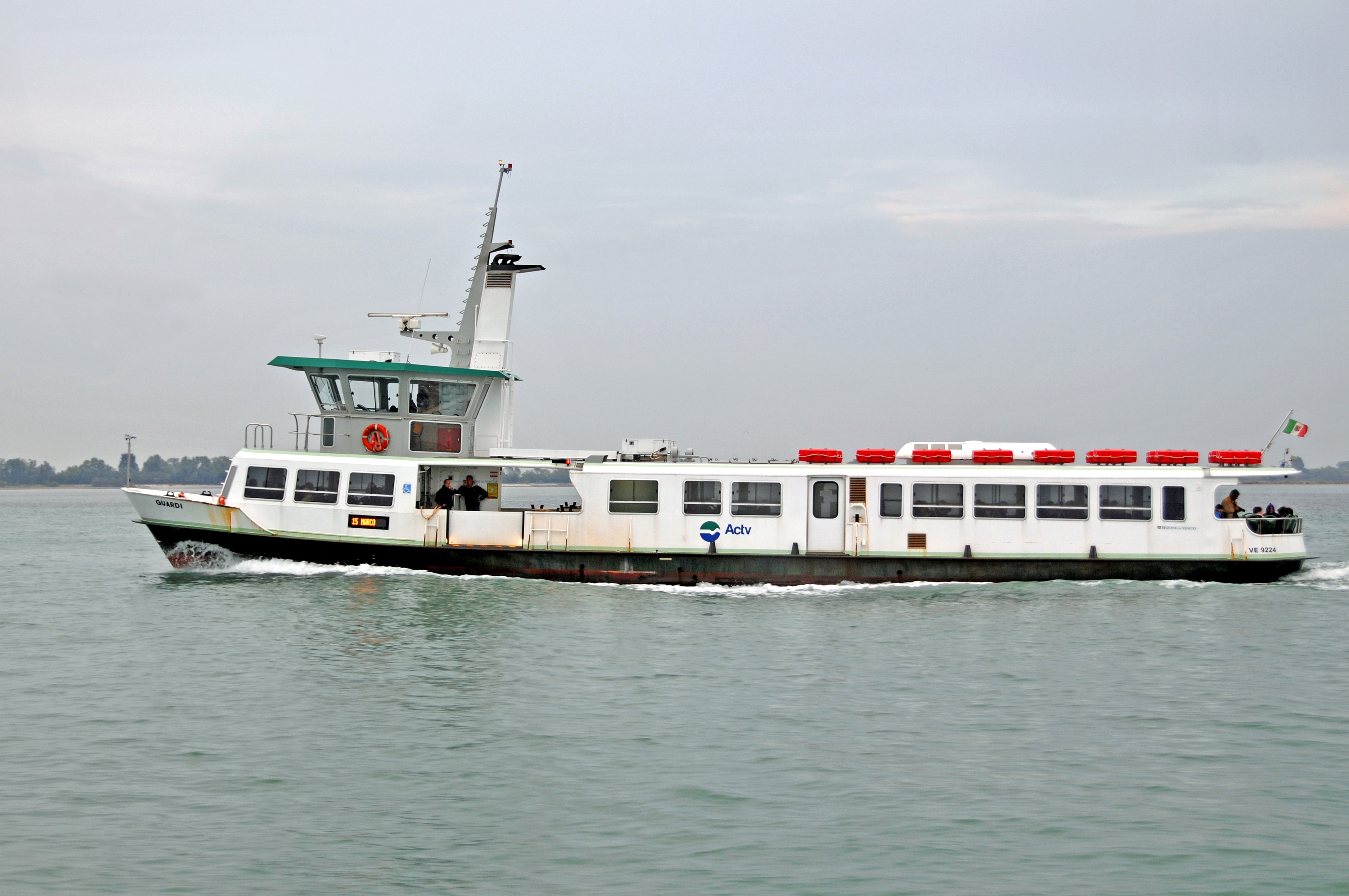
Вапоретто для линий на острова (итал. foraneo)
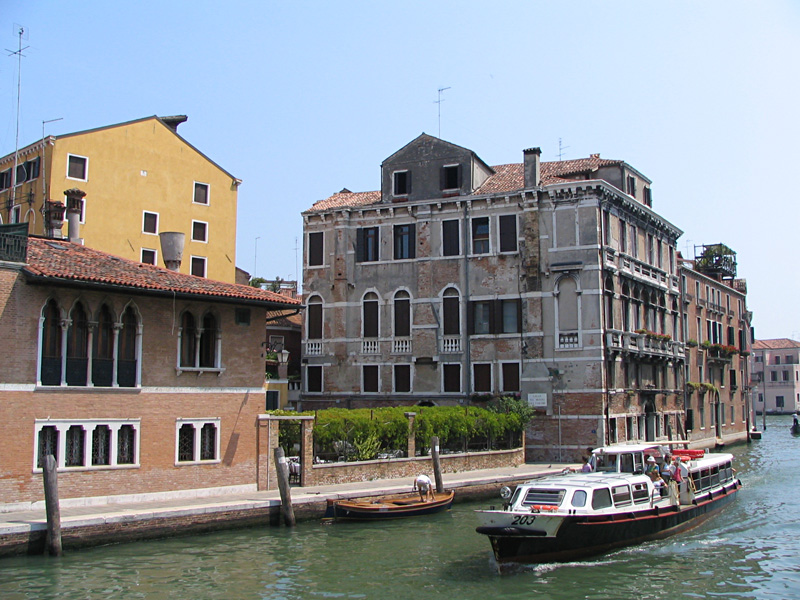
Вапоретто для малых каналов (итал. motoscafo, катер)